# 주앙 마리우
주앙 마리우 나발 다 코스타 에두아르두(João Mário Naval da Costa Eduardo, 1993년 1월 19일 ~ )는 베식타시에서 미드필더로 활약하고 있는 포르투갈의 축구 선수이다. 그의 형 윌송 에두아르두 역시 축구 선수이며, 현재 알라니아스포르에서 활약하고 있다.

## 수상

### 클럽
스포르팅
- 타사 드 포르투갈: 2014–15
- 수페르타사 칸디두 드 올리베이라: 2015

### 국가대표팀
- UEFA U-21 축구 선수권 대회 준우승: 2015